# 1957年度国防白書
1957年度国防白書はイギリスの防衛産業の分岐点になった白書。全ての防衛産業に大きな影響を及ぼしたが、とりわけ航空機産業への影響が大きかった。当時国防大臣だったダンカン・サンズがこの白書を作成した。ここでは最も大きな影響を受けた航空産業を重点的に記述する。

## 概要
1954年7月にイギリスはスエズ基地撤退協定を締結して1956年夏までにイギリス軍を段階的に撤退させることを約束して国外に駐留するイギリス軍のスエズ以東から撤退を進めた。また冷戦のさなかでアメリカ合衆国とソビエト連邦による大陸間弾道ミサイルの開発、配備により、軍事ドクトリンは相互確証破壊に軸足を置く様になり、従来の通常戦力の存在意義も変わりつつあった。
1957年春に公表された保守党政権のダンカン・サンズ国防相による国防白書ではミサイル万能論を背景とした長距離爆撃機、戦闘機の新規開発を終了して弾道ミサイル、迎撃ミサイルによる代替を企図しており、当時進行中だった軍用機の開発計画は軒並み中止された。この決定は国の経済とミサイル時代の到来という主要な2要素によって影響を受けた。航空を飛来する核兵器を運搬する爆撃機とそれらを阻止しようと試みる高速の迎撃機という従来の航空戦闘の構図が大きく塗り替えられ、とりわけ地対空ミサイルのような誘導ミサイルが全ての航空機を無用にすると楽観的に予想され、今にして振り返れば過大評価であり、滑稽ですらあるが、当時は来たる宇宙時代に向けてミサイルによる戦力が核兵器を世界中のどこへでも輸送可能になった事を示唆しており、戦力の中枢を担うと信じられていた。

## 有人航空機の計画の中止
ミサイルの開発に伴い、それらの用途はミサイルが代替可能である事を意味して有人航空機の開発は大幅に縮小された。
これらには航空を飛来する爆撃機に対する次世代の超音速迎撃機であるF.155と1963年までに導入予定だった要撃機であるサンダース・ロー SR.53, サンダース・ロー SR.177が含まれた。ブルー・ロゼッタ核兵器戦力によりアブロ 730超音速軽爆撃機も同様に中止された。白書の主旨に則ったとみられたブリストルのブルー・エンヴォイ 地対空ミサイルも同様に中止された。(後にライトニングになる予定だった)イングリッシュ・エレクトリック P.1のみが既に完成間際だったために中止を免れた。空軍予備役の飛行任務も同様に終焉を迎えた。

## 航空機産業の再編
第二次世界大戦後のイギリスの航空機産業は中小のメーカーが乱立した状態でジェットエンジンやレーダー等、新装備の登場により、年々、開発費の高騰する新型機の開発に支障をきたすようになりつつあった。白書は複数の小規模な企業から少数の大規模な企業へと航空機産業の再編を促した。唯一の新しい航空機計画であるTSR-2を含む新たな契約は明確にその様な合併された企業と締結する事を明確に示していた。
圧力の下で1960年にブリストル、イングリッシュ・エレクトリック、ハンティング、ヴィッカースが合併してブリティッシュ・エアクラフト・コーポレーションになり、デ・ハビランド・エアクラフト、ブラックバーン・エアクラフトとフォーランド・エアクラフトが1935年以降、既にアームストロング・シドレー、アブロ、グロスター・エアクラフトとホーカー・エアクラフトで構成されるホーカー・シドレーの傘下に入った。ウエストランド・エアクラフトはサンダース・ロー、フェアリー・アビエーションとブリストルのヘリコプター事業を含む全てのヘリコプターの製造会社を継承した。サンダース・ローのホバークラフトの工場は独立してヴィッカース・スーパーマリンとブリティッシュ・ホバークラフトとして合併した。
エンジンの製造会社は合併によって競争力が向上した。1959年にアームストロング・シドレーとブリストルのエンジン部門が合併してブリストル・シドレーになったがその後間もなく、1966年にロールス・ロイス・リミテッドに買収され、主要なイギリスの航空機エンジン製造会社としてRRのみが存続した。

## 今日における評価
第二次世界大戦後、植民地を失い、徐々に衰退するイギリスの航空機産業の再編を促し、業界の存続に一定の成果を挙げたという評価の一方、行き過ぎたミサイル万能論により、業界の競争力、開発力の衰退をもたらしたとの見方もある。その後、イギリスの航空機産業界は独自開発路線を放棄してアメリカ合衆国やフランス、ドイツの航空機産業との連携を模索することになる。

## 影響を受けた計画
2つの機体製造グループと1社のヘリコプターメーカー、2つのエンジン製造グループに再編された

### 計画続行
- イングリッシュ・エレクトリック ライトニング
- BAC TSR-2 - 後に中止

### 計画中止
- サンダース・ロー SR.53
- サンダース・ロー SR.177
- 運用要求F.155
- アブロ 730
- ブリストル 188